# Мадина Джарбусинова
Мадина Бінешівна Джарбусинова (10 листопада 1954, Алмата) — казахстанська дипломатка. Постійний представник Казахстану при Організації Об'єднаних Націй (1999—2003).

## Біографія
Народився 10 листопада 1954 року в місті Алмати. У 1976 році закінчила Алматинський педагогічний інститут іноземних мов за спеціальністю вчитель англійська мова. 1980 року захистила кандидатську дисертацію на тему «Типи речень без кінцевого дієслова в сучасній англійській мові». 1998 року закінчила Дипломатичну академію Міністерства закордонних справ Республіки Казахстан.
У 1974—1977 рр. — секретар комітету комсомолу факультету англійської мови Казахського університету міжнародних відносин та світових мов імені Абілай хана.
У 1977—1980 рр. — аспірантка Інституту мовознавства АН СРСР.
У 1980—1983 рр. — викладачка, старша викладачка кафедри граматики англійської мови Казахського університету міжнародних відносин та світових мов імені Абілай хана.
У 1983—1987 рр. — інструкторка, завідувачка відділу по роботі з науковою молоддю ЦК ЛКСМ Казахстану.
У 1987—1990 рр. — секретарка парткому, старший викладач Казахського державного жіночого педагогічного університету.
У 1990—1995 рр. — завсектору Інформаційного центру Верховної Ради Казахської РСР.
У 1995—1997 рр. — перший секретар, радник, заступник начальника, начальник головного управління міжнародних організацій та міжнародних економічних відносин Міністерства закордонних справ Республіки Казахстан.
У 1997 році — заступниця директора департаменту багатостороннього співробітництва Міністерства закордонних справ Республіки Казахстан.
У 1997—1998 рр. — начальниця управління ООН та міжнародних економічних організацій-заступник директора 1-го департаменту Міністерства закордонних справ Республіки Казахстан.
У 1998 році — директорка 1-го департаменту Міністерства закордонних справ Республіки Казахстан.
У 1998—1999 рр. — віцеміністр закордонних справ Республіки Казахстан.
У 1999—2003 рр. — Постійний представник Казахстану при Організації Об'єднаних Націй, Надзвичайний і Повноважний Посол Республіки Казахстан на Кубі за сумісництвом.
З лютого 2003 по березень 2003 рр. — Голова Генеральної асамблеї ООН.
У 2003 році — Посол з особливих доручень Міністерства закордонних справ Республіки Казахстан
У 2003—2004 рр. — національний координатор з питань участі Республіки Казахстан у Шанхайській організації співробітництва.
У 2013 році — координатор проєктів ОБСЄ в Україні.
З 2014 року — Спеціальний представник ОБСЄ по боротьбі з торгівлею людьми.